# Nhất vô sở hữu
"Nhất vô sở hữu" (còn gọi là "Nothing to My Name" hay "I Have Nothing") là một nhạc phẩm tiếng Hán tiêu chuẩn thuộc thể loại rock của nghệ sĩ Thôi Kiện. Bài hát này được coi là tác phẩm nổi tiếng và quan trọng nhất của ông, đồng thời là một trong những bài hát có tầm ảnh hưởng lớn nhất lịch sử Cộng hoà Nhân dân Trung Hoa, tác động mạnh mẽ đến cả sự phát triển của nhạc rock Trung Quốc lẫn chính trị. "Nhất vô sở hữu" được giới trẻ và các nhà hoạt động Trung Quốc coi là bản tụng ca không chính thức trong thời kỳ biểu tình tại Quảng trường Thiên An Môn năm 1989.
Cả lời bài hát và nhạc cụ biểu diễn đều phối trộn âm nhạc cổ truyền Trung Quốc với chất rock hiện đại. Nội dung tác phẩm là lời tự thuật của chàng trai về một cô gái khinh bỉ anh bởi anh không có gì. Tuy nhiên, người ta cũng diễn giải rằng bài hát nói về tuổi trẻ bị (thời kỳ đó) tước đoạt, bởi nó cho người nghe cảm giác vỡ mộng và thiếu đi tự do cá nhân – thứ ảnh hưởng đến hầu hết giới trẻ những năm 1980.

## Bối cảnh lịch sử
Khoảng cuối những năm 1970, nhạc rock phương Tây bắt đầu được nhiều người ở Trung Quốc đại lục yêu thích. Sau khi cuộc Cách mạng Văn hóa kết thúc vào giữa thập kỷ và chính quyền bắt đầu thời kỳ cải cách kinh tế, gọi là Cải cách khai phóng, nhiều sinh viên và doanh nhân sang nước ngoài, rồi đưa âm nhạc phương Tây về; nhờ vậy, loại nhạc này mới dần trở nên phổ biến. Sau đó, các ca sĩ Trung Quốc dần dần hát lại những bài hát nổi tiếng.
Cùng lúc đó, xã hội và chính quyền Trung Quốc đang nhanh chóng từ bỏ tư tưởng Mao Trạch Đông, đồng thời quảng bá các chính sách kinh tế theo thiên hướng tư bản chủ nghĩa. Giới trẻ Trung Quốc cảm thấy vỡ mộng với chính quyền, cho rằng họ đã tự từ bỏ lý tưởng của mình. Vì kinh tế thay đổi nhanh chóng, nhiều người trong số đó cảm thấy như không còn cơ hội và tự do cá nhân. Sự phát triển nói trên đã hình thành nên bối cảnh mà sau này, năm 1986, "Nhất vô sở hữu" phản kháng.

## Âm nhạc và lời bài hát

### Phong cách âm nhạc
Thôi Kiện chịu nhiều ảnh hưởng từ những nghệ sĩ phương Tây, ví dụ như Bob Dylan, The Beatles, The Rolling Stones, và Talking Heads; ông còn từng biểu diễn với kiểu tóc bắt chước John Lennon vào cuối những năm 1980. Trong "Nhất vô sở hữu" và các nhạc phẩm khác, ông kết hợp âm thanh của các nhạc cụ cổ truyền Trung Quốc với chất rock, chẳng hạn như guitar điện. Phong cách âm nhạc của ông cũng đối chọi hoàn toàn với thể loại nhạc cách mạng và những màn opera vô sản vốn rất phổ biến trong cuộc Đại Cách mạng Văn hóa vô sản dưới thời Chủ tịch Mao Trạch Đông: Ví dụ, Thôi Kiện thường biểu diễn rất ồn, lên đến 150 dB, chỉ vì Mao Trạch Đông cho rằng âm nhạc lớn tiếng là mối hại đối với trật tự xã hội.
"Nhất vô sở hữu" thường được coi là tác phẩm đầu tiên thuộc thể loại Tây Bắc phong – một phong cách âm nhạc bắt nguồn từ vùng Tây Bắc Trung Quốc những năm 1980. Tuy nhiên, bản thân Thôi Kiện lại coi tác phẩm của mình là "thuần" rock'n'roll.

### Lời bài hát và ý nghĩa
Xuyên suốt bài hát, nhân vật trữ tình nhắc đến một cô gái không xác định, liên tục hỏi "bao giờ em sẽ đi cùng tôi", và kêu than về việc cô đã cười chê anh vì không có gì. Anh nói với cô rằng anh muốn trao mơ ước và tự do của mình cho cô, rằng "đất dưới chân đang xoay chuyển" và "nước bên người đang cuộn chảy", nhưng cô vẫn vậy, luôn cười chê anh. Anh hỏi cô vì sao, rồi tự hỏi vì sao mình vẫn luôn theo đuổi cô, và nghĩ rằng "có lẽ nào ở trước mặt em... tôi vĩnh viễn vẫn chẳng có gì". Cuối cùng, anh nói "tôi nói với em, tôi đã đợi một thời gian dài rồi", và yêu cầu lần cuối rằng anh muốn nắm tay cô để cô đi cùng. Vì thấy đôi tay cô run lên, nước mắt chảy, anh hỏi cô "có lẽ nào em đang nói với tôi... em yêu tôi dù tôi không có gì?"
Có nhiều quan điểm khác nhau về ý nghĩa của "Nhất vô sở hữu". Một số người cho rằng bài hát nói về tình yêu và khát vọng, số khác lại nghĩ người viết ngầm ám chỉ đến cục diện chính trị, lấy cô gái làm hình ảnh ẩn dụ cho đất nước Trung Quốc. Theo học giả Jonathan Matusitz từ Đại học Florida, bài hát là một cách biểu đạt những lý tưởng nhạy cảm về chính trị, bởi không có bất cứ cách nào khả dĩ hơn. Ông diễn giải bốn câu đầu bài hát "Tôi cứ hỏi em hoài"/"bao giờ em sẽ đi cùng tôi"/"nhưng em vẫn luôn luôn cười chê tôi"/"vì tôi không có gì" là "nỗi hổ thẹn và thiếu vắng cá tính, sở hữu, tự do cá nhân", cũng như "cảm giác mất mát và mất phương hướng" của giới trẻ Trung Quốc những năm 1980. Nhà nghiên cứu âm nhạc dân tộc Timothy Brace thì mô tả lối hiểu phổ biến của lời bài hát là "định lại bối cảnh, từ một chàng trai nói với cô gái đến thế hệ trẻ nói với cả một quốc gia". Sự mơ hồ của bài hát thể hiện rõ nhất ở cụm từ "nhất vô sở hữu" – một thành ngữ có nghĩa là "không có gì"; bản thân cụm này không có chủ ngữ. Do đó, cụm này có thể có nghĩa là "tôi không có gì" (ám chỉ bài hát này nói về hai người) hoặc "chúng ta không có gì" (tức bình luận về cả xã hội).
Nhân vật trữ tình lo lắng rằng cô gái anh nhắc đến sẽ không để ý đến anh vì anh không có gì để trao cho cô. Tương tự, khán giả của bài hát vào những năm 1980 – các sinh viên và người lao động trẻ tuổi – cũng không có đủ tài lực để cưới hỏi, yêu đương hoặc thu hút người khác giới. Tác phẩm cũng biểu lộ khái niệm chủ nghĩa cá nhân của phương Tây, và là một trong những bài hát nổi tiếng đầu tiên ở Trung Quốc đề cao tự biểu đạt và tự trao quyền. Nhờ vậy, bài hát hoàn toàn tương phản với các thể loại nhạc cũ hơn, vốn nhấn mạnh việc tuân thủ và vâng lời. Bởi ở cuối bài hát, nhân vật trữ tình đã rất tự tin nói rằng anh sẽ "nắm đôi tay" cô để cô đi cùng, nên anh nghĩ rằng có thể là cô sẽ yêu anh, ngay cả khi anh không có gì. Tuy điều này có thể có nghĩa là bài hát nói về việc "yêu thương vượt lên tất cả", nhưng câu cuối bài cũng có thể mang hàm ý đe doạ, và ngầm chỉ việc tình yêu và cuồng bạo trộn lẫn vào nhau, không chính thống và hoang dại.
Nếu coi bài hát là lời bình phẩm về xã hội, "tôi" là "chúng ta" và "em" là "Đảng Cộng sản Trung Quốc", thì toàn bộ nội dung tác phẩm là lời châm biếm đả kích phiên bản tiếng Trung của bài "Quốc tế ca" (bản dịch của Tiêu Tam). Chính tựa đề bài hát cũng lấy từ ca từ của "Quốc tế ca".
| Giản thể 奴隶们起来起来！ 不要说我们一无所有， 我们要做天下的主人！ | Bính âm Nú lì men, qǐ lái!, qǐ lái! Bú yào shuō wǒ men yì wú suǒ yǒu, Wǒ men yào zuò tiān xià de zhǔ rén! | Phiên âm Hán – Việt Nô lệ môn, khởi lai! Khởi lai! Bất yếu thuyết ngã môn nhất vô sở hữu, Ngã môn yếu tố thiên hạ đích chủ nhân! | Dịch nghĩa Giống nô lệ, vùng lên! Vùng lên! Đừng nói rằng chúng ta không có gì, Chúng ta phải trở thành chủ nhân của thế giới! |

Như từng phối hợp âm nhạc và nhạc cụ cổ truyền Trung Quốc vào một loại hình mới, trong "Nhất vô sở hữu", Thôi Kiện cũng cách tân những phép tu từ vốn có trong lời nhạc cổ truyền. Câu hát "đất dưới chân đang xoay chuyển"/"nước bên người đang cuộn chảy" gợi nhớ đến những hình ảnh ẩn dụ về thiên nhiên có trong thi ca và âm nhạc cổ Trung Quốc, nhưng được dùng để gợi lên những sự kiện thực tế đang diễn ra vào thời điểm đó, cũng như kêu gọi nổi dậy chống lại trật tự vốn có từ xưa.

## Phát hành và ảnh hưởng

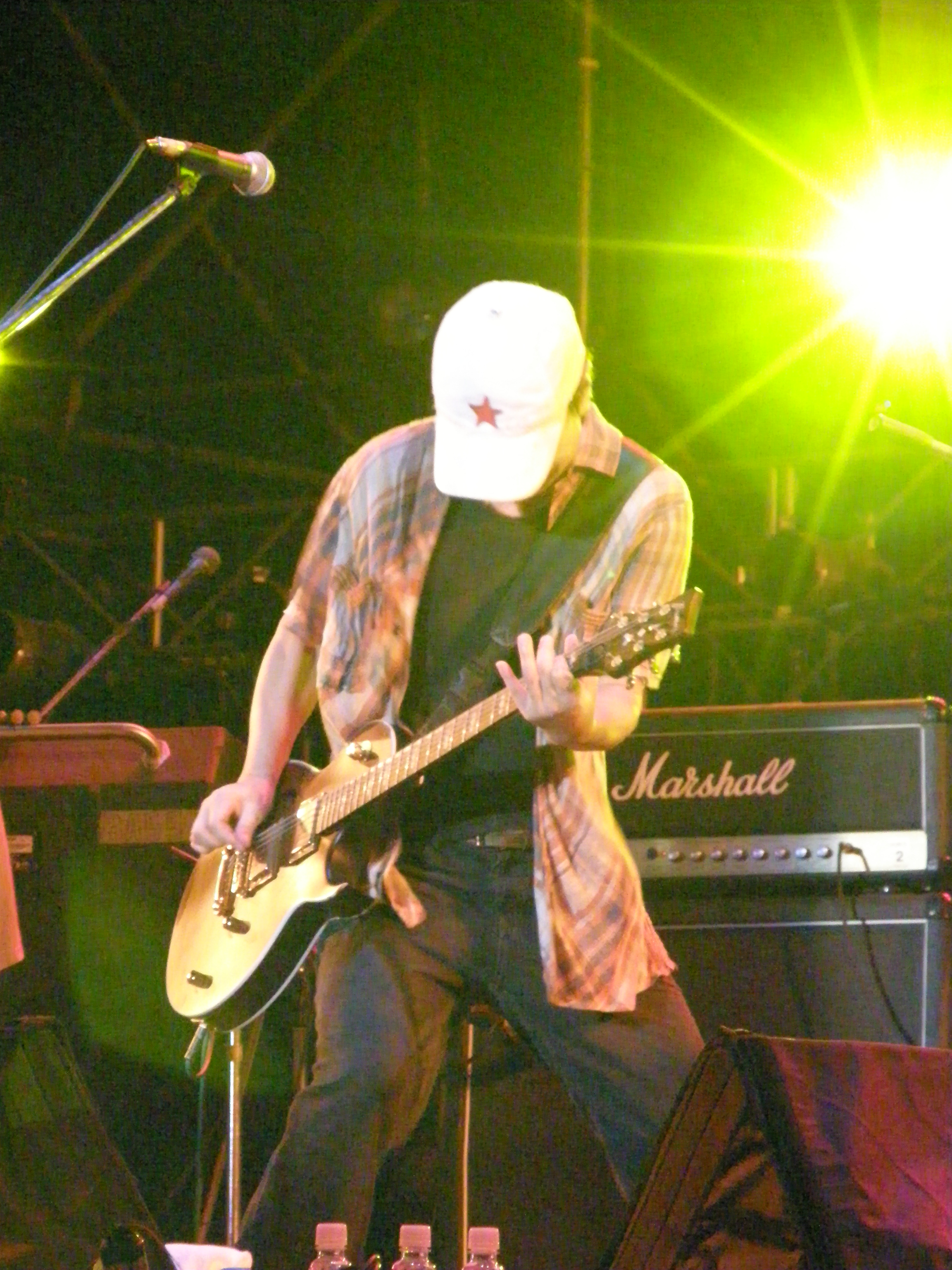
Thôi Kiện

Thôi Kiện tự mình viết "Nhất vô sở hữu" và biểu diễn bài này lần đầu tiên cùng ban nhạc ADO trên một cuộc thi âm nhạc trên truyền hình vào tháng 5 năm 1986. Tác phẩm nhanh chóng thành công, gây "náo động" và khiến tác giả trở thành thần tượng của giới trẻ thành thị lúc bấy giờ. Đây cũng là một trong những bài rock'n'roll đầu tiên bằng tiếng Trung, không phải du nhập, trở nên nổi tiếng ở Trung Quốc. Tờ Nhân dân Nhật báo do chính quyền kiểm soát đã đánh giá bài hát khá tích cực, dù thông điệp của bài khá nhạy cảm về mặt chính trị. "Nhất vô sở hữu" sau đó được Thôi Kiện đưa vào album Tân trường chinh lộ thượng đích dao cổn ("Rock'n'roll trên đường trường chinh mới") năm 1989; album này do  Trung Quốc Lữ du Thanh hưởng Xuất bản xã ("Công ty Xuất bản Âm thanh và Băng đĩa Lữ hành Trung Quốc") phát hành. Phiên bản hải ngoại của album được đặt tên là Nothing to My Name. Đến 1989, bài hát đã trở thành một "chiến khúc" hoặc "tụng ca" của các phong trào giới trẻ.
Năm 1989, Thôi Kiện thể hiện trực tiếp "Nhất vô sở hữu" ở cuộc biểu tình quảng trường Thiên An Môn. Buổi biểu diễn của ông và các nghệ sĩ nhạc rock khác trong thời kỳ này được coi là "những ngày cách mạng rock cả quốc gia". Nhiều người biểu tình đã cùng hát tác phẩm để bày tỏ sự phản kháng đối với chính quyền, cũng như mong muốn được tự do cá nhân và tự thể hiện. Timothy Brace đặc biệt chú ý đến việc "sinh viên nhảy lên và cùng nhau hát" khi Thôi Kiện thể hiện tác phẩm – điều hiếm thấy trong những buổi trình diễn ở Trung Quốc trước kia. Không lâu sau vụ Thiên An Môn, ông chỉ được phép biểu diễn ở những địa điểm nhỏ; mãi đến năm 2005 ông mới lại được phép biểu diễn trên sân khấu lớn ở Bắc Kinh.
Thôi Kiện được coi là "cha đẻ của nhạc rock Trung Quốc", và "Nhất vô sở hữu" đã trở thành bài hát nổi tiếng nhất của ông. Tác phẩm được cho là "bài hit khủng nhất lịch sử Trung Quốc" và là nền móng của nhạc rock ở quốc gia này.